# Кору-Маймак
Куру-Маймак (старое название Сатыкей) (кирг. Куру-Маймак) — село в Айтматовском районе Таласской области Кыргызстана. Входит в состав Аманбаевского аильного округа. Код СОАТЕ — 41707 215 807 03 0.

## Население
По данным переписи 2009 года, в селе проживало 477 человек.
Расположено на правом берегу реки Асы, образующую государственную границу с Казахстаном.